# اریک گلیکسنر
اریک گلیکسنر (انگلیسی: Erich Gleixner; ۱ آوریل ۱۹۲۰ – ۲۲ ژانویهٔ ۱۹۶۲) بازیکن فوتبال اهل آلمان بود.
از باشگاه‌هایی که در آن بازی کرده‌است می‌توان به باشگاه فوتبال اسنابروک اشاره کرد.